# Château de la Marche (Marnes-la-Coquette)
Le château de la Marche est un ancien château situé sur la commune de Marnes-la-Coquette, dans le département des Hauts-de-Seine.

## Historique
Les plus anciennes mentions du château datent du XVe siècle.
Dans les premières années du XVIIIe siècle, le château de La Marche fait partie, avec le château de l'Étang et le château de Villeneuve-l'Étang, du domaine de l'Étang, appartenant au ministre de Louis XIV, Michel Chamillart.
Le chef-lieu du domaine est alors le château de l'Étang, Michel Chamillart utilisant le château de la Marche pour ses écuries.
À la suite de sa disgrâce, en 1709, Michel Chamillart vend son domaine. Le château de l'Étang est détruit.

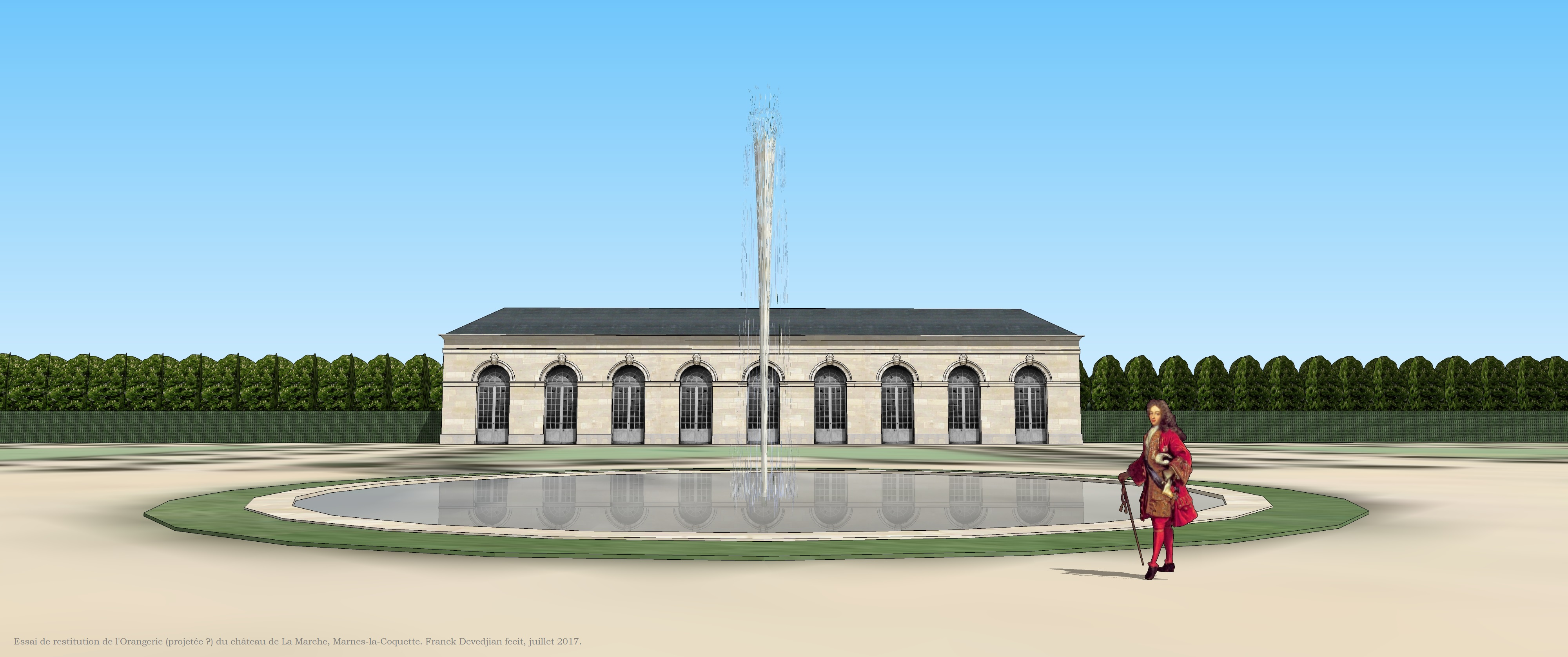
Proposition de restitution de l'Orangerie du château de La Marche, à Marnes-la-Coquette, première moitié du XVIIIe siècle.

Le financier John Law acquiert le château de La Marche en 1718.
La reine Marie-Antoinette en devient propriétaire en 1785 et l'annexe au château de Saint-Cloud. Sa fille, la duchesse d'Angoulême (qui deviendra dauphine de France), acquit par la suite en 1821 le château voisin de Villeneuve-l'Étang auprès du maréchal Soult, le dauphin et la dauphine prirent les titres de courtoisie de comte et comtesse de Marnes (tout court, la coquette ayant été ajouté par décret impérial de 1859) durant leur exil qui suivit la révolution de Juillet 1830. 
Le château est vendu comme bien national en 1794.
Le domaine est organisé en champ de course pour steeple-chase de 1851 à 1898. Il comporte un pesage qui deviendra une chapelle et ensuite la buvette du stade. 
En 1898, une usine à glace est installée dans la partie Est, qui correspond à l'ancien hippodrome, face aux étangs (trois jusqu'en 1935, deux actuellement).
En 1914, la propriété est divisée en deux : la partie Est devient, après divers propriétaires, un centre aéré de l'Union régionale parisienne des œuvres en plein air et accueille de nombreux scouts. 
En 1928, la Compagnie des agents de change de Paris acquiert l'ensemble, qui deviendra un stade orienté vers le tennis et le football. 
Devenu ensuite la propriété du Crédit Lyonnais, le stade sera en 2011 divisé entre le Crédit Agricole (propriétaire de LCL) pour une opération immobilière, Villa Eugénie et Villa Louise, les étangs devenant propriété du conseil général des Hauts-de-Seine et de la commune de Marnes-la-Coquette pour le reste du stade avec délégation d'exploitation à Forest Hill. 
Le long de la voie ferrée créée en 1884, un ensemble doit accueillir des logements étudiants et une résidence médicalisée pour handicapés, réalisation de l'office d'HLM 92.
Le stade avait déjà été amputé en 1958 de constructions boulevard de la République pour loger notamment des personnels militaires du SHAPE OTAN et en 2001 de logements sociaux à l'angle de la rue Yves-Cariou. 
La partie ouest conserve le château jusqu'en 1937. 
Par un lotissement de la Société Générale Foncière pour 200 lots de 520 m² environ, le « domaine de la Marche » est aménagé. La vente du château correspondant à une douzaine de lots s'avérant impossible, il est détruit au printemps 1938 pour créer l'actuelle avenue de Chamillard du domaine de la Marche, qui reste une résidence privée.